# Keladry
Keladry af Mindelan er hovedpersonen i Tamora Pierce's romanserie De svages Beskytter, som består af Page på prøve, Balors nål, Prøvelsen og Ridder Keladry. Hun er den anden kvindelige ridder i landet Tortall, i flere århundreder, (den første var Løvinden Alanna af Trebond), men hun skjuler ikke, som Løvinden, at hun er en pige. Nu har piger nemlig fået tilladelse til at søge ind på væbnerskolen. 
Keladry er høj og har en kraftig kropsbygning, med mellembrunt hår og drømmende, nøddebrunde øjne. Hun har ingen magiske kræfter.